# Hīt District
Hīt District är ett distrikt i Irak.   Det ligger i provinsen Al-Anbar, i den centrala delen av landet, 160 km väster om huvudstaden Bagdad. Antalet invånare är 500 000.
Följande samhällen finns i Hīt District:
- Hīt